# L'espectre de les tres gràcies dins l'aura subtil
L'espectre de les tres gràcies dins l'aura subtil és una pintura feta per Antoni Garcia i Lamolla el 1935 i que des de l'agost de 2012 forma part de les col·leccions del Museu d'Art Jaume Morera (Lleida). És considerada l'obra surrealista més reeixida i coneguda de l'artista, conjuntament amb Diari d'un psicoanalista (que la família Lamolla va donar al Museu coincidint amb la compra de 9 obres per part de l'Ajuntament l'any 2005) i Permanència d'un record (actualment propietat de la família). Aquesta obra és considerada no només com una de les obres més importants de l'etapa surrealista de l'autor, sinó també una de les millors manifestacions d'aquest moviment d'avantguarda a Catalunya.

## Història
Aquesta obra es va poder veure per primer cop a la mostra individual que l'artista realitzà l'any 1935 al Centro de Exposición e Información Permanente para la Construcción de Madrid, organitzada per ADLAN (Amics de l'Art Nou), juntament amb altres 16 pintures, 23 dibuicos i 4 escultures de filiació surrealista. No se sap si també es trobava entre les obres de l'artista que participaren en la mostra "L'Art Espagnol contemporain" que se celebrà entre el 12 de febrero i el 5 d'abril de 1936 al Museu de les Escoles Estrangeres del Jeu de Paume a París, però sí que formà part de la "Exposició Logicofobista" celebrada a les Galeries Catalònia de Barcelona del 5 al 15 de maig de 1936, la manifestació col·lectiva més important del surrealisme català i espanyol.
Amb posterioritat l'obra va participar en l'exposició antològica que es va celebrar a la Galeria Terraferma de Lleida el 1976, la primera realitzada a Espanya després del seu perllongat exili a terres franceses. Des d'aleshores ha participat en les mostres més rellevants dedicades a l'avantguarda espanyola dels anys trenta i al surrealisme, com les següents:
- Barcelona, 1975. El Surrealisme a Catalunya (1925-1975). Galeria Dau al Set, del 4/10 - 10/11.
- Lleida, 1987. Art o l'avantguarda a Lleida, anys 1933-1934. Sala de la Fundació La Caixa, 19/05 - 3/06.
- Barcelona, 1988. El Surrealisme a Catalunya (1924-1936). Centre d'Art Santa Mònica, del 17/05 - 30/06.
- Teruel, 1989. El collage surrealista en España. Museo de Teruel, del 21/09 - 22/10.
- Madrid, 1994. El Surrealismo en España. Museo Nacional Centro de Arte Reina Sofía, 18/10 - 9/01, i que també es va poder contemplar a Dusseldorf i Viena
- Verona, 1995. Dali, Miro, Picasso e il Surrealismo spagnolo. Galeria d'Arte Moderna e Contemporanea. Palazzo Forti, 28/07 - 22/10..

També ha estat present en l'exposició antològica que li dedicaren conjuntament el Museu d'Art Jaume Morera i el Museo de Teruel el 1999. El darrer cop que s'ha vist públicament aquesta obra ha estat en la darrera exposició antològica que el Museu d'Art Jaume Morera va dedicar a l'artista amb motiu del centenari del seu naixement l'any passat, Lamolla, mirall d'una època
El 14 d'agost de 2012 l'Ajuntament de Lleida va anunciar que havia adquirit aquesta obra, amb destí a les col·leccions del Museu d'Art Jaume Morera. També havien mostrat el seu interès a adquirir-la importants museus de l'estat espanyol, a més d'algun col·leccionista privat. El museu lleidatà va considerar l'obra com «un referent patrimonial de primer ordre d'un dels nostres creadors més importants» relacionats amb la ciutat de Lleida.